# 40795 Akiratsuchiyama
40795 Akiratsuchiyama este o planetă minoră (asteroid), cu un diametru de 2,987 km, din centura de asteroizi. A fost descoperită pe 5 octombrie 1999 la Stația Anderson Mesa de Lowell Observatory Near-Earth-Object Search. 
Obiectul prezintă o orbită caracterizată de o semiaxă mare de 2,396619378773 UAi, o excentricitate de 0,12477264882259, o înclinație de 7,4567689913121 ° în raport cu ecliptica.